# Anna Egorova (natation)
Anna Egorova (31 mai 1998) est une nageuse russe spécialiste du 800 m nage libre.

## Biographie
Née dans la région de Kaliningrad, elle commence la natation à l'âge de six ans faisant d'abord de la natation synchronisée pendant cinq ans avant de se tourner vers la natation sportive.
Entraînée à Montpellier par Philippe Lucas, elle finit sur la troisième marche du podium sur le 800 m nage libre derrière l'Italienne Simona Quadarella et la Hongroise Ajna Késely lors des Championnats d'Europe de natation 2018 en petit bassin à Dublin.
Lors des Championnats de France de natation en petit bassin 2018, elle bat son record personnel en 800 m et se qualifie pour les Championnats du monde de natation en petit bassin 2018 à Hangzhou en décembre 2018.